# Untold Festival
L'Untold Festival, aussi simplement appelé et stylisé UNTOLD, est un festival de musique électronique organisé annuellement le premier week-end d'août depuis 2015 dans la ville de Cluj-Napoca, en Roumanie. Il s'agit, avec une participation comprise entre 240 000 et 350 000 festivaliers par année, du plus grand festival de Roumanie.

## Histoire
La page officielle du festival appelle les éditions Chapitres[Quoi ?].

### 2015–2019

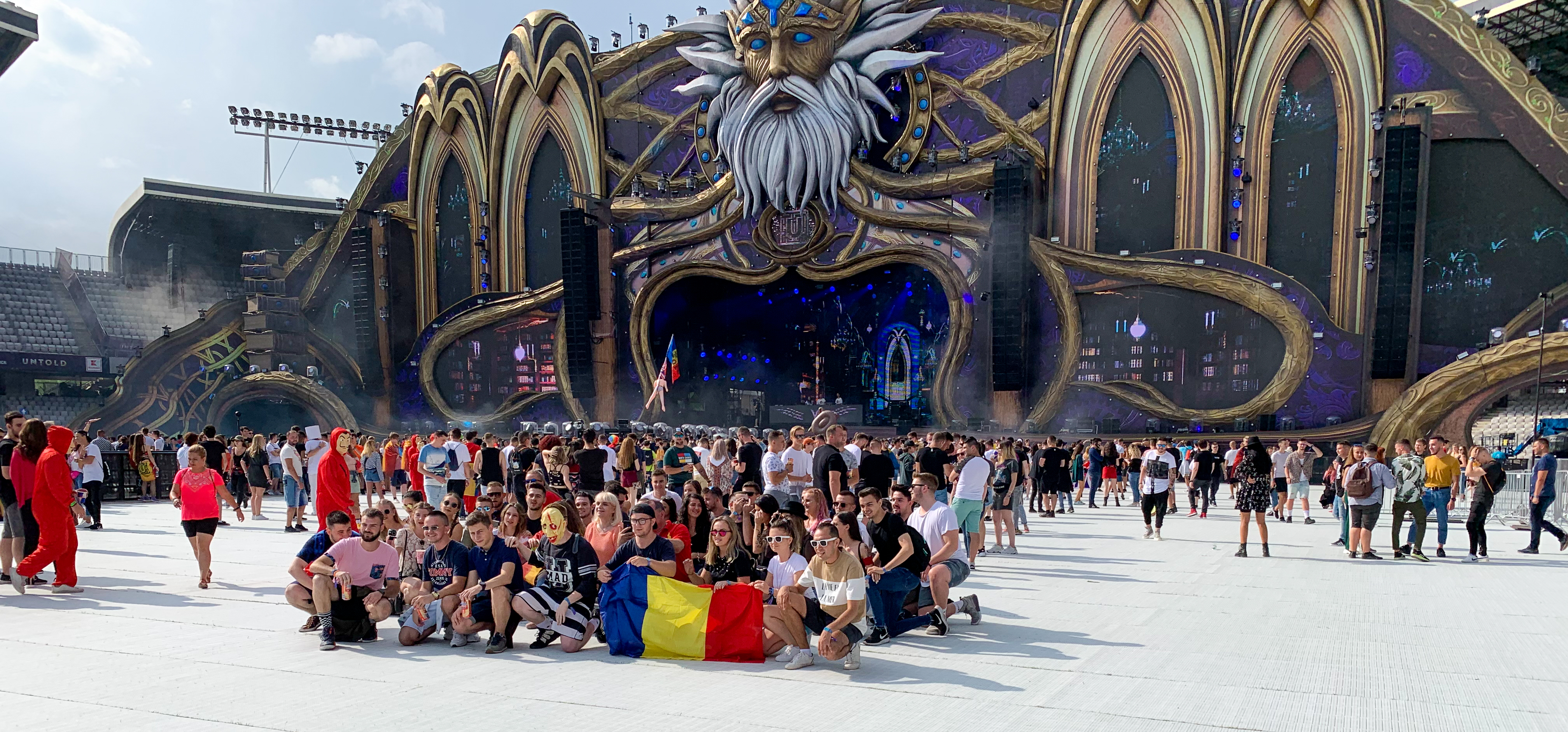
Des fans à l'édition 2019.

La première édition du festival a lieu du 30 juillet au 2 août 2015 à Cluj-Napoca, alors Capitale Européenne de la Jeunesse. La deuxième édition (Untold: Chapter 2) du festival a lieu du 4 au 7 août 2016. Les invités principaux étaient les 5 meilleurs DJ du monde : Tiësto, Hardwell, Martin Garrix, Dimitri Vegas & Like Mike et Armin van Buuren, aux côtés d'Afrojack.
La troisième édition (Untold: Chapter 3) a lieu du 3 au 6 août 2017. La quatrième édition (Untold: Chapter 4) a lieu du 2 au 5 août 2018. Le mix d'Armin Van Buuren, qui dura sept heures, est considéré comme l'événement marquant de cette édition. L'édition suivante, la cinquième édition, a lieu du 1er au 4 août 2019. Avec 370 000 participants, il s'agit de l'édition qui a remporté le plus grand succès.

### Depuis 2020
La sixième édition (Untold: Chapter 6) était prévue du 30 juillet au 2 août 2020. À cause de la pandémie de Covid-19, cette sixième édition est annulée.
L'édition de 2021 accueille 265 000 personnes sur 4 jours. L'édition de 2022 accueille 360 000 personnes. L'édition de 2022 accueille 420 000 personnes. Cette édition est marquée par la présence de Alesso, Alok, Ava Max, Bebe Rexha, B Jones, David Guetta, Fedde le Grand et Ferg.
La huitième édition du festival (Untold: Chapter 8) a lieu du 3 au 6 août 2023. Cette édition dépasse la cinquième édition en termes de fréquentation, avec plus de 420 000 visiteurs en quatre jours. Les principales têtes d'affiche comprenaient des artistes majeurs comme Imagine Dragons, Ava Max et Bebe Rexha, et le festival a également marqué le retour d'Armin van Buuren après 4 ans à Untold.
La neuvième édition du festival (Untold: Chapter 9) aura lieu du 8 au 11 août 2024. Le 7 décembre 2023, les deux premières têtes d'affiche du festival ont été dévoilées : Swedish House Mafia et Sam Smith.

## Programmations notables

### 2015
| 30 juillet 2015                                                                                                  | 31 juillet 2015                                                    | 1er août 2015                                                                                       | 2 août 2015                                                                    |
| --- | ------------------------------------------------------------------ | --------------------------------------------------------------------------------------------------- | ------------------------------------------------------------------------------ |
| Șuie Paparude Tom Odell Duke Dumont Fedde le Grand Dimitri Vegas & Like Mike ATB Lost Frequencies Michael Calfan | Marwan Sabb DJ Raku Gentleman Subcarpați Cazzette Avicii AronChupa | Moonlight Breakfast Patrice John Newman Tinie Tempah Sunnery James & Ryan Marciano Armin van Buuren | DJ Golan Irie Maffia Fatman Scoop Radio Killer Third Party Tujamo David Guetta |

| 30 juillet 2015                                         | 31 juillet 2015                                                    | 1er août 2015                                        | 2 août 2015                                             |
| ------------------------------------------------------- | ------------------------------------------------------------------ | ---------------------------------------------------- | ------------------------------------------------------- |
| - Nu Zau - Dense & Pika - Adam Beyer - Alexandru Jijian | - Parra for Cuva & Marwan Sabb - Sasha - Lee Burridge - Pedestrian | - DJ Virgil - Sharam - Satoshi Tomiie - Livio & Roby | - Paul K - Nic Fanciulli - John Digweed - Maribou State |

| 30 juillet 2015                                                                    | 31 juillet 2015                                                    | 1er août 2015                                       | 2 août 2015                                                                       |
| ---------------------------------------------------------------------------------- | ------------------------------------------------------------------ | --------------------------------------------------- | --------------------------------------------------------------------------------- |
| - DJ OZ - DJ Snow & Mc Agent - P Money - The Bug & Flow Dan - Gramatik - Wilkinson | - Star Slinger - Moods - Onra - Foreign Beggars - Andy C & MC 2Shy | - Mr. Goju - Crazy P - Marwan Sabb - Argatu' - Mala | - Nightmares on Wax - Bondax - Jeru the Damaja - DJ Premier - Pendulum & MC Verse |

| 30 juillet 2015                                                                               | 31 juillet 2015                                                                                              | 1er août 2015 | 2 août 2015 |
| --------------------------------------------------------------------------------------------- | --- | --- | --- |
| - Suhov - Dubase - Kosta - Akua Naru - Danaga - Moonson/CHVL - Chuck Boris - Logical Elements | - Digital Selekta - Mighty Boogie - Zen Baboon - Nopame - Club des Belugas - Shivanam - I-One - Raman - Mano | - Cândcum - Jaheyo - Injektah - Silent Strike - Marian Preda - Alexandrina - Man of No Ego - 7th Sphere - Metamorphosis - Saranankara | - Tamaka - UFe - Nickodemus - Mr Woodnote, Lil Rhys & Eva Lazarus - DJ Silent Disciple - Overde - Reasonandu - A Walk In Town - Latam |

| 30 juillet 2015                                                                          | 31 juillet 2015 | 1er août 2015                                                                                  | 2 août 2015                                                                  |
| ---------------------------------------------------------------------------------------- | --- | ---------------------------------------------------------------------------------------------- | ---------------------------------------------------------------------------- |
| - Andrew Case - Mendez - Mentaal - Paul Damixie - Manuel Riva - Carlos - Liquid - Mathei | - Mike Iova & Phil - Iulian Florea - Adrian Pelin & MC Aurik - Bite Your Lips - Yan Russ - Mihai V - Bodd - Kristall | - Xael - DJ Vice - DJ Bigde - Gruuv Elements - Sunset Eye - Alex Tripon - DJ George - DJ Moshu | - Mircea - Michael T - CDJ - Claudio LaCosta - HUNAY - Blackie - Bery - Mini |

### 2016
| 4 août 2016                                                                                                   | 5 août 2016                                                                                   | 6 août 2016                                                                           | 7 août 2017 |
| --- | --------------------------------------------------------------------------------------------- | ------------------------------------------------------------------------------------- | --- |
| - Inna - Naughty Boy - James Arthur - Faithless - Nervo - Fedde le Grand - Tiësto - Dimitri Vegas & Like Mike | - Power pe Vinil - Subcarpați - Kadebostany - Scooter - Dannic - Galantis - Hardwell - Tujamo | - Marwan Sabb - DJ Golan - Y'akoto - Nneka - Kwabs - Twoloud - W&W - Armin van Buuren | - Șuie Paparude - Labrinth - Ella Eyre - Parov Stelar - Lost Frequencies - Afrojack - Martin Garrix - Ummet Ozcan |

### 2017
| 3 août 2016                                                                                             | 4 août 2016 | 5 août 2016 | 6 août 2017                                                                                             |
| --- | --- | --- | --- |
| - Manuel Riva - Redfoo - Charli XCX - MØ - Dannic - Dillon Francis - Axwell Λ Ingrosso - Hardwell - GTA | - Vlad Lucan - Elle Exxe - Jasmine Thompson - Vama - Ellie Goulding - Lost Frequencies - Don Diablo - Dimitri Vegas & Like Mike - Tujamo | - Subcarpați - Era Istrefi - Tinie Tempah - Hurts - Sunnery James & Ryan Marciano - Sander van Doorn - Marshmello - Armin van Buuren | - DJ Golan - Alma - Example + DJ Wire - John Newman - Alan Walker - Afrojack - Martin Garrix Steve Aoki |